# Nazionale maschile di football americano del Kenya
La nazionale di football americano del Kenya è la selezione maggiore maschile di football americano  che rappresenta il Kenya nelle varie competizioni ufficiali o amichevoli riservate a squadre nazionali.

## Dettaglio stagioni

### Amichevoli
| Stagione | Vin | Par | Per | Tot | PF | PS | avversaria |
| -------- | --- | --- | --- | --- | -- | -- | ---------- |
| 2018     | 1   | 0   | 0   | 1   | ?  | ?  | Uganda     |
| 2021     | 1   | 0   | 0   | 1   | ?  | ?  | Uganda     |
| Totale   | 2   | 0   | 0   | 2   | ?  | ?  |            |

Fonte: americanfootballitalia.com

### Tornei

#### East Africa Championship Bowl
| Stagione | regular season | regular season | regular season | regular season | regular season | regular season | playoff | playoff | playoff | playoff | playoff | playoff   | playoff    |
|          | Vin            | Par            | Per            | Tot            | PF             | PS             | Vin     | Per     | Tot     | PF      | PS      | risultato | avversaria |
| -------- | -------------- | -------------- | -------------- | -------------- | -------------- | -------------- | ------- | ------- | ------- | ------- | ------- | --------- | ---------- |
| 2022     | -              | -              | -              | -              | -              | -              | 2       | 0       | 2       | 30      | 18      | Campioni  | Uganda     |
| Totale   | -              | -              | -              | -              | -              | -              | 2       | 0       | 2       | 30      | 18      |           |            |

Fonte: americanfootballitalia.com

### Riepilogo partite disputate
| Anno             | Luogo   | Evento                        | Fase del torneo | Incontro       | Risultato |
| 2018             | Nairobi | Amichevole                    |                 | Kenya - Uganda | v - p     |
| 18 dicembre 2021 | Bungoma | Amichevole                    |                 | Kenya - Uganda | v - p     |
| 3 settembre 2022 | Nairobi | East Africa Championship Bowl |                 | Kenya - Uganda | 24 - 18   |
| 27 novembre 2022 | Kampala | East Africa Championship Bowl |                 | Uganda - Kenya | 0 - 6     |
| 12 novembre 2023 | Kampala | Mondiale                      | Qualificazioni  | Uganda - Kenya | 0 - 14    |
| 17 dicembre 2023 | Nairobi | Mondiale                      | Qualificazioni  | Kenya - Uganda |           |

## Confronti con le altre Nazionali
Questi sono i saldi del Kenya nei confronti delle Nazionali incontrate.

### Saldo positivo
| Nazionale | Giocate | Vinte | Pareggiate | Perse | PF   | PS   | Ultima vittoria | Ultimo pari | Ultima sconfitta |
| --------- | ------- | ----- | ---------- | ----- | ---- | ---- | --------------- | ----------- | ---------------- |
| Uganda    | 5       | 5     | 0          | 0     | 44+? | 18+? | 2023            | -           | -                |